# 霍山话
霍山话，或称霍山方言，是安徽省霍山县的官話方言，属于江淮官话洪巢片合肥小片。霍山话整体上的发音与句式的语法结构与合肥话基本一致，仅有小部分方言俚语词的差别，“基”读“资”音，“希”读“丝”音，“欺”音“疵”，“泥”音“迷”。由于靠近吴语区，霍山话部分词语和发音与长三角地区接近。

## 其他话的影响
1949年以后，由于人口流动的逐渐增大和学校教育的结果，霍山话逐渐受到北方方言的影响，中原官话与普通话的成分逐渐增多,主要表现为很多词语的词尾加上“子”字，如“放牛郎”就叫作“放牛子”等。同时由于接近赣语区（安庆市岳西县），本县部分地区方言受到赣语一定程度的影响。

## 俚语词汇举例
本段落所列举的俚语词汇是多是霍山话的特色词汇，以供其他方言区的读者参考。
- 照：可以，形。
- 葛照：好不好，行不行。
- 将才：刚才。
- 这咱子：这时候。
- 多咱子：很久，老早。
- 上昼：上午。
- 中晌：中午。
- 下昼：下午。
- 场购：地方。
- 鞋拖：拖鞋。
- 搞幌子、搞么斯：干什么。
- 瞧：看病。
- 闹：毒（动词）。
- 叨：用筷子夹东西。
- 羊货：顽皮、淘气。
- 黑狐、杨藏、麻牙：形容很多。
- 捣喉：吃饭。[1]